# آشاغا-استال
آشاغا-استال (به لاتین: Ashaga-Stal) یک منطقهٔ مسکونی در روسیه است که در داغستان واقع شده‌است.